# Saint-Utin
Saint-Utin je francouzská obec v departementu Marne v regionu Grand Est. V roce 2012 zde žilo 88 obyvatel.

## Sousední obce
Balignicourt (Aube), Corbeil, Margerie-Hancourt, Pars-lès-Chavanges (Aube), Saint-Léger-sous-Margerie (Aube)

## Vývoj počtu obyvatel
Počet obyvatel